# فم العنصر المركز (آيت أو منصف)
فم العنصر المركز هو دُوَّار يقع بجماعة فم العنصر، إقليم بني ملال، جهة بني ملال خنيفرة في المملكة المغربية. ينتمي الدوّار لمشيخة آيت أو منصف التي تضم 11 دوار. يقدر عدد سكانه بـ 3428 نسمة حسب الإحصاء الرسمي للسكان والسكنى لسنة 2004.

## روابط خارجية
- البوابة الوطنية للجماعات الترابية نسخة محفوظة 12 مارس 2018 على موقع واي باك مشين.
- المندوبية السامية للتخطيط